# 1997 SK25
1997 SK25 är en asteroid i huvudbältet som upptäcktes den 29 september 1997 av de båda japanska astronomerna Takeshi Urata och Yoshisada Shimizu vid Nachi-Katsuura-observatoriet.
Asteroiden har en diameter på ungefär 6 kilometer och den tillhör asteroidgruppen Eos.